# Hohen-Sülzen
Hohen-Sülzen là một đô thị thuộc huyện Alzey-Worms, bang Rheinland-Pfalz, nước Đức. Đô thị Hohen-Sülzen có diện tích 3,78 km².